# Älgtjärnen (Järna socken, Dalarna)
Älgtjärnen är en sjö i Vansbro kommun i Dalarna och ingår i Dalälvens huvudavrinningsområde.